# Chamillitary
Chamillitary (også kendt som The Color Changin' Click eller CCC) er en Amerikansk rap-gruppe, der blev etableret af rapperen Chamillionaire. Der er for tiden fire medlemmer i gruppen: Chamillionaire, Rasaq, 50/50 Twin og Yung Ro. Paul Wall og Lew Hawk var tidligere medlemmer. Chamillitary har udgivet ret mange albums. De udgav hele otte album bare i 2003.

## Diskografi
2000: Homestead 2 Da 44 
2001: Ace Ventura 
2001: Deuce Bigalow 
2001: Bobby Booshay 
2001: Starvin Marvin 
2002: Bobby Booshay 2 
2003: Homer Pimpson 
2003: K-Mart Blue Light Special 
2003: Mu Shu Academy Vol. 1 
2003: Cleveland Bootleggers Special 
2003: Superbowl Special 
2003: Get Ya Mind Correct 
2003: The Army 
2003: Superbowl XXXVII 
2004: Controversy Sells 
2005: Chamillitary 
2005: Tippin' Down 2005 
2005: Homer Pimpson 2